# Güstrow (huyện)
Güstrow (/ˈgʏstʁo/) là một huyện cũ ở Mecklenburg-Tây Pomerania, Đức. Huyện này giáp các huyện (từ phía bắc theo chiều kim đồng hồ): Bad Doberan, Nordvorpommern, Demmin, Müritz, Parchim và Nordwestmecklenburg.
Huyện Güstrow đã được lập năm 1994 thông qua việc sáp nhập các huyện cũ Güstrow, Teterow và Bützow.
Huyện nằm ở trung tâm Mecklenburg-Tây Pomerania. Sông Warnow chảy qua huyện từ tây nam đến hướng bắc. Phía nam huyện có nhiều hồ tạo thành rìa bắc của Müritz lakeland.
Năm 2011, huyện này sáp nhập với huyện Bad Doberan để thành lập huyện mới Rostock.

## Thị xã và đô thị
| Thị xã không thuộc Amt |
| ---------------------- |
| 1. Güstrow 2. Teterow  |

| Ämter | Ämter | Ämter |
| --- | --- | --- |
| - 1. Bützow Land 1. Baumgarten 2. Bernitt 3. Bützow1, 2 4. Dreetz 5. Jürgenshagen 6. Klein Belitz 7. Penzin 8. Rühn 9. Steinhagen 10. Tarnow 11. Warnow 12. Zepelin - 2. Gnoien 1. Altkalen 2. Behren-Lübchin 3. Boddin 4. Finkenthal 5. Gnoien1, 2 6. Lühburg 7. Walkendorf 8. Wasdow | - 3. Güstrow-Land (seat: Güstrow) 1. Glasewitz 2. Groß Schwiesow 3. Gülzow-Prüzen 4. Gutow 5. Klein Upahl 6. Kuhs 7. Lohmen 8. Lüssow 9. Mistorf 10. Mühl Rosin 11. Plaaz 12. Reimershagen 13. Sarmstorf 14. Zehna - 4. Krakow am See 1. Dobbin-Linstow 2. Hoppenrade 3. Krakow am See1, 2 4. Kuchelmiß 5. Lalendorf 6. Langhagen | - 5. Laage 1. Diekhof 2. Dolgen am See 3. Hohen Sprenz 4. Laage1, 2 5. Wardow - 6. Mecklenburgische Schweiz (thủ phủ: Teterow) 1. Alt Sührkow 2. Dahmen 3. Dalkendorf 4. Groß Roge 5. Groß Wokern 6. Groß Wüstenfelde 7. Hohen Demzin 8. Jördenstorf 9. Lelkendorf 10. Prebberede 11. Schorssow 12. Schwasdorf 13. Sukow-Levitzow 14. Thürkow 15. Warnkenhagen |
| 1thủ phủ của Amt; 2thị xã | | |